# ريتشارد إتش لي
ريتشارد إتش لي (بالإنجليزية: Richard H. Leigh)‏ هو ضابط أمريكي، ولد في 12 أغسطس 1870 في بيتسفيل في الولايات المتحدة، وتوفي في 4 فبراير 1946 في لونغ بيتش في الولايات المتحدة.